# Richard Ochoa
Richard Ochoa Quintero (14 februari 1984 – 19 juli 2015) was een Venezolaans professioneel wielrenner. Hij was zowel op de weg als op de baan actief. Ochoa overleed na een ongeluk met een motor tijdens een training, hij werd 31 jaar.

## Belangrijkste overwinningen

### Baanwielrennen
2004
- Pan-Amerikaans kampioen puntenkoers, Elite
- Pan-Amerikaans kampioenschap ploegenachtervolging, Elite

2007
- Pan-Amerikaans kampioenschap ploegenachtervolging, Elite

2012
- Colombiaans kampioen ploegenachtervolging, Elite
- Colombiaans kampioen puntenkoers, Elite
- Colombiaans kampioen koppelkoers, Elite

### Wegwielrennen
2006
- 3e etappe Vuelta a la Independencia Nacional
- 7e etappe deel A Vuelta a la Independencia Nacional
- Eindklassement Vuelta a la Independencia Nacional

2008
- 7e etappe Ronde van Venezuela